# Волтер Альварес
Волтер Альварес (англ. Walter Alvarez; нар. 3 жовтня 1940, Берклі (Каліфорнія), США) — американський геолог, геофізик і палеогеолог. Відомий розробленою ним спільно зі своїм батьком, Нобелівським лауреатом американським фізиком Луїсом Альваресом, теорії про загибель динозаврів в ході крейдового вимирання внаслідок падіння астероїда. В честь Волтера і Луїса в 1988 році названо астероїд 3581 Альварес.
Емерит-професор Каліфорнійського університету в Берклі, член НАН США (1991). Лауреат Премії Ветлесена (2008), а також відзначений медаллю Пенроуза (2002) — вищої наукової нагородою Американського геологічного товариства.